# Арбер Зенелі
Арбер Зенелі (алб. Arber Zeneli, нар. 25 лютого 1995, Сетер) — шведський та косовський футболіст, півзахисник клубу «Ельфсборг» та національної збірної Косова.
Виступав за клуби «Геренвен» та «Реймс», а також молодіжну збірну Косова.
Володар Кубка Швеції.

## Клубна кар'єра
Народився 25 лютого 1995 року в місті Сетер у родині косовських албанців, ріс у сусідньому місті Фалун. Вихованець футбольної школи клубу «Ельфсборг». Дорослу футбольну кар'єру розпочав 2014 року в основній команді того ж клубу, в якій провів один сезон, взявши участь у 46 матчах чемпіонату.  Більшість часу, проведеного у складі «Ельфсборга», був основним гравцем команди.
До складу клубу «Геренвен» приєднався 2016 року. За три роки відіграв за команду з Геренвена 92 матчі в національному чемпіонаті.
26 січня 2019 перейшов до французького «Реймса» за 4 мільйони євро. Закріпившись в основному складі клубу в другому колі сезону 2018/19, Зенелі пропустив майже весь наступний сезон через розрив хрестоподібних зв'язок коліна.

## Виступи за збірні
У 2010 році дебютував у складі юнацької збірної Швеції, взяв участь у 24 іграх на юнацькому рівні, відзначившись 6 забитими голами.
Протягом 2014–2016 років залучався до складу молодіжної збірної Швеції. На молодіжному рівні зіграв у 7 офіційних матчах, забив 1 гол.
У 2016 році дебютував в офіційних матчах у складі національної збірної Косова. Наразі провів у формі головної команди країни 33 матчі, забив 9 голів.
| Дата       | Місто       | Господарі         | Результат | Гості             | Турнір                               | Голи | Примітки |
| ---------- | ----------- | ----------------- | --------- | ----------------- | ------------------------------------ | ---- | -------- |
| 6-10-2016  | Шкодер      | Косово            | 0 – 6     | Хорватія          | Відбір до ЧС 2018                    | -    | 77'      |
| 9-10-2016  | Краків      | Україна           | 3 – 0     | Косово            | Відбір до ЧС 2018                    | -    | 66'      |
| 12-11-2016 | Анталія     | Туреччина         | 2 – 0     | Косово            | Відбір до ЧС 2018                    | -    |          |
| 11-6-2017  | Шкодер      | Косово            | 1 – 4     | Туреччина         | Відбір до ЧС 2018                    | -    | 53'      |
| 2-9-2017   | Загреб      | Хорватія          | 1 – 0     | Косово            | Відбір до ЧС 2018                    | -    | 80'      |
| 5-9-2017   | Шкодер      | Косово            | 0 – 1     | Фінляндія         | Відбір до ЧС 2018                    | -    | 70'      |
| 24-3-2018  | Франконвіль | Мадагаскар        | 0 – 1     | Косово            | товариський матч                     | -    | 57'      |
| 27-3-2018  | Франконвіль | Буркіна-Фасо      | 0 – 2     | Косово            | товариський матч                     | -    | 46'      |
| 29-5-2018  | Цюрих       | Албанія           | 0 – 3     | Косово            | товариський матч                     | 2    | 89'      |
| 7-9-2018   | Баку        | Азербайджан       | 0 – 0     | Косово            | Ліга націй УЄФА 2018-2019 - 1-й етап | -    | 84'      |
| 10-9-2018  | Приштина    | Косово            | 2 – 0     | Фарерські острови | Ліга націй УЄФА 2018-2019 - 1-й етап | 1    |          |
| 11-10-2018 | Приштина    | Косово            | 3 – 1     | Мальта            | Ліга націй УЄФА 2018-2019 - 1-й етап | -    | 77'      |
| 14-10-2018 | Торсгавн    | Фарерські острови | 1 – 1     | Косово            | Ліга націй УЄФА 2018-2019 - 1-й етап | -    | 74'      |
| 17-11-2018 | Та-Калі     | Мальта            | 0 – 5     | Косово            | Ліга націй УЄФА 2018-2019 - 1-й етап | -    | 71'      |
| 20-11-2018 | Приштина    | Косово            | 4 – 0     | Азербайджан       | Ліга націй УЄФА 2018-2019 - 1-й етап | 3    |          |
| 21-3-2019  | Приштина    | Косово            | 2 – 2     | Данія             | товариський матч                     | -    | 70'      |
| 25-3-2019  | Приштина    | Косово            | 1 – 1     | Болгарія          | Відбір до ЧЄ 2020                    | 1    |          |
| 7-6-2019   | Подгориця   | Чорногорія        | 1 – 1     | Косово            | Відбір до ЧЄ 2020                    | -    | 39'      |
| Усього     |             | Матчів            | 18        |                   | Голів                                | 7    |          |

## Титули і досягнення
- Володар Кубка Швеції (1):

«Ельфсборг»: 2013-2014
- Чемпіон Європи (U-21): 2015